# زيجوي باديبانغا
زيجوي باديبانغا (26 نوفمبر 1992 في بلجيكا - ) هو لاعب كرة قدم بلجيكي في مركز الوسط. شارك مع منتخب بلجيكا تحت 19 سنة لكرة القدم ومنتخب بلجيكا تحت 21 سنة لكرة القدم. أما مع النوادي، فقد لعب مع إيرغوتيليس ودي غرافشاب ونادي أستيراس تريبوليس ونادي رويال أندرلخت ونادي رويال شارلروا.

## وصلات خارجية
- زيجوي باديبانغا على موقع الاتحاد الأوربي (الإنجليزية)
- زيجوي باديبانغا على موقع الاتحاد البلجيكي (الإنجليزية)
- زيجوي باديبانغا على موقع قاعدة بيانات كرة القدم.إي يو (الإنجليزية)
- زيجوي باديبانغا على موقع Soccerbase.com (لاعب) (الإنجليزية)
- زيجوي باديبانغا على موقع Soccerway.com (الإنجليزية)
- زيجوي باديبانغا على موقع عالم كرة القدم.نت (الإنجليزية)
- زيجوي باديبانغا على موقع AS.com (الإسبانية)